# Bob Van Reeth
Pour les articles homonymes, voir Van Reeth.
Bob Van Reeth (qui signe bOb Van Reeth) est un architecte belge né à Tamise le 26 février 1943 .

## Biographie
Dans son travail, bOb Van Reeth n’impose pas de forme architecturale particulière, sinon celle du cadre de vie et de travail des habitants. Il débute en 1965 et conçoit alors surtout des maisons, essentiellement à Malines et à Kalmthout.
En 1972, l’année où il devient professeur à l’Institut national d'Architecture d’Anvers, il fonde avec Jean-Paul Laenen et Marcel Smets le groupe Krokus (Crocus). Ce groupe travaille à la restauration de la vieille ville de Malines. Dans les années 1980, il réalise entre autres le nouveau bâtiment du Collège Notre-Dame situé boulevard Rubens à Anvers. En 2007, il réalise la nouvelle aile de l’abbaye de Saint-Sixte à Westvleteren
Sous sa direction, l’agence AWG (Architect Work Group) remporte le concours d’architecture en vue de construire un Mémorial, musée et centre de documentation sur l’Holocauste et les droits de l'homme à Malines, juste en face de la caserne Dossin.
Il est aussi connu pour ses points de vue sur les cahiers des charges. Selon lui, il n'y a que quelques types de ville pleinement réussies. L’expérimentalisme n’y est pas encore parvenu. Par conséquent, il en revient à des principes déjà développés et qui fonctionnent. Pendant le processus de création, il se moque pratiquement du cahier des charges. Il développe des bâtiments qui peuvent évoluer et dont les différentes fonctions peuvent s'installer au cours du temps. En d’autres termes, la Ruine Intelligente.
Van Reeth devient en janvier 1998, le premier « maître d’œuvre flamand » nommé par la ministre flamande des Finances, du Budget et des politiques de santé, Wivina Demeester. Le 1er juin 2005, il est remplacé par Marcel Smets. Le 25 novembre 2005, il est nommé membre du comité consultatif pour la planification de la liaison Oosterweel. Cette même année, il termine en 405e position de la version flamande de Les Plus Grands Belges, alors qu'il ne faisait pas partie de la liste officielle.

## Retrospective
- Bob Van Reeth, architect, Palais des beaux-arts de Bruxelles, 13 juin - 8 septembre 2013[4]

## Source
- (nl) Cet article est partiellement ou en totalité issu de l’article de Wikipédia en néerlandais intitulé « bOb Van Reeth » (voir la liste des auteurs).